# Glarner Kantonalbank
Glarner Kantonalbank es el banco cantonal y el grupo dominante en banca minorista en el cantón suizo de Glarus.
En 2014, el banco empezó a cotizar en la bolsa suiza (SIX Swiss Exchange).

## Sucursales
Aparte de la sede central en Glarus, tiene sucursales en Niederurnen, Näfels, Netstal, Schwanden y Linthal, pero no en Glarner Sernftal, que tradicionalmente es servido por el Glarner Regionalbank AG.

## Propiedad
El 11 de mayo de 2010, Glarner Kantonalbank fue transformado de una institución de derecho público en una compañía pública limitada bajo ley especial. Hasta la OPV en julio de 2014, era por entero propiedad del Cantón de Glarus, con una participación mayoritaria del 68,24%. Además de hipotecas y ahorros, el préstamo comercial y la gestión de inversiones y activos han ganado en importancia. Como la vasta mayoría de todos los bancos cantonales, el banco con base en Glarus también tiene la llamada garantía del estado. Esto significa que el cantón es responsable de las obligaciones del banco.

## Organización
El Consejo de Directores es el cuerpo supremo de supervisión del Glarner Kantonalbank. Consiste de siete miembros y actualmente está presidido por Urs P. Gnos. Según el Art. 14 para. 2 de la ley del Banco Cantonal de Glarus, el Gobierno del Consejo (ejecutivo cantonal) debe ser representado en el Consejo de Directores por al menos un miembro. Rolf Widmer, Jefe del Departamento de Finanzas y Salud, representa al Gobierno del Consejo.